# Wereld van Harry Potter
De wereld van Harry Potter is de magische wereld zoals die beschreven wordt in de Harry Potter-boeken van J.K. Rowling, die naast de 'normale' wereld van Dreuzels (niet-magische mensen) bestaat. De magische wereld is wel bekend met de dreuzelwereld, maar leeft volledig voor hen verborgen; de dreuzelwereld is niet bekend met het bestaan van de magische wereld. Een van de belangrijkste taken van de magische wereld is haar bestaan verborgen houden voor de dreuzels. De term 'magische wereld' slaat op de maatschappij van tovenaars, heksen en magische wezens, niet zozeer op de geografische locatie. De magische wereld bevindt zich op dezelfde aarde en in hetzelfde universum als de "dreuzelwereld".

## Fundamenten
De maatschappij van de tovenaarswereld is terug te brengen tot twee punten: de eerste en meest duidelijke is de aanwezigheid en het gebruik van magie. Deze eigenschap is een aangeboren eigenschap om dingen te doen die anders onmogelijk zouden zijn. De magische kwaliteiten zijn te verbeteren door studie en training. Magie komt terug in bijna elk onderdeel van de magische wereld. Magie is zowel een eigenschap van personen als van objecten, zoals de toverstok, die gebruikt wordt als hulpmiddel om toverspreuken uit te spreken. Door deze eigenschap voelt een tovenaar of heks zich vrijwel altijd naakt en zwak zonder zijn of haar toverstok. Toverspreuken kunnen bijna elk doel dienen: van het vinden van verloren spullen en het aandoen van lichten tot het verzorgen van verwondingen en het plegen van moorden.
Het tweede punt is dat het niet mogelijk blijkt om de dreuzel- en magische wereld vredig met elkaar te laten samenleven. Daarom wordt er veel moeite gedaan om de dreuzels niet attent te maken op het bestaan van de magische wereld en magie in het algemeen. Magische wetgeving heeft zich in de loop der eeuwen ontwikkeld om de aanwezigheid van de magische wereld verborgen te houden voor de dreuzels: het betoveren van dreuzelspullen is verboden, minderjarige leerlingen mogen niet toveren buiten school en elke vrijwillige onthulling van magische eigenschappen tegenover dreuzels is strafbaar. Naleving van deze wetten wordt gecontroleerd door het Ministerie van Toverkunst, terwijl een aparte tak van het ministerie, de revalideurs, de taak heeft om dreuzels die magie hebben waargenomen deze gebeurtenis weer te laten vergeten, met behulp van de "Amnesiaspreuk" kan iemands geheugen gedeeltelijk (of geheel) worden gewist.
Uitzonderingen van de geheimhouding zijn de familieleden van tovenaars en heksen en de hoogste politieke leiders, zoals de premier van het Verenigd Koninkrijk. Dit wordt voor het eerst genoemd in de Gevangene van Azkaban, toen de Minister van Toverkunst, Cornelis Droebel, de dreuzelminister vertelde over de ontsnapping van Sirius Zwarts en voor het eerst gezien in het eerste hoofdstuk van de Halfbloed Prins. Een andere uitzondering is de bescherming van je eigen leven of dat van een ander (inclusief dreuzels). Harry Potter gebruikte de Patronusbezwering om zijn neef Dirk Duffeling te beschermen tegen een dementor in de Orde van de Feniks.
Sommige aspecten zijn in vergelijking tot de dreuzelwereld niet bepaald modern te noemen, in sommige gevallen zelfs zeer ouderwets of ongewoon. De technische ontwikkeling van de tovenaarswereld loopt achter op die van de dreuzelwereld, uilen zijn bijvoorbeeld veel onbetrouwbaarder en langzamer dan de telefoontjes die dreuzels plegen. Wanneer iemand constant toegang heeft tot magie, blijkt de ontwikkeling van moderne technologie onnodig. Er bestaan echter ook in de toverwereld een groot aantal technisch ingewikkelde apparaten. Het grootste deel hiervan bestaat ook in de dreuzelwereld. Men zou kunnen stellen dat elektriciteit en magie elkaars tegenpolen zijn samen met hun werelden, maar elektronische apparaten functioneren niet in de buurt van Zweinstein (door de magie die er rondhangt) en elektronische apparaten van dreuzels die door tovenaars gebruikt worden zijn veelal uitgerust met eigenschappen die enkel door magie bewerkstelligd kunnen worden. Toch zijn er weinig tovenaars die gebruikmaken van dreuzeltechnologie: ze hebben haar niet nodig en hebben er weinig interesse in, zelfs wanneer die technologie hun leven zou vergemakkelijken. Er zijn echter wel tovenaars die geïnteresseerd zijn in dreuzeltechnologie. Arthur Wemel is bijzonder geïnteresseerd in dreuzeltechnologie en zijn grootste wens zou zijn om te weten hoe een vliegtuig in de lucht blijft. Dreuzelkunde wordt als schoolvak aangeboden op Zweinstein aan de leerlingen die interesse in de materie hebben. Harry Potter doet verscheidene malen een poging om Arthur, maar ook Ron, te leren hoe dreuzeltechnologie werkt, meestal zonder succes. De tovenaarswereld maakt ook geen gebruik van de moderne dreuzelmanieren om informatie verzenden. In plaats van pen, papier en misschien een computer maakt men gebruik van veren met inkt en perkament om brieven te schrijven, aantekeningen te maken en huiswerk te doen.
In het tijdbestek waarin de boeken zich afspelen (1991 - 1998), is er al wel een bepaalde mate van de popcultuur van de dreuzels doorgedrongen in de tovenaarswereld. Rockmuziek, posters en kranten zijn algemeen aanvaard. Opstandige jonge tovenaars hebben geleerd om zich volledig aan de dreuzelcultuur aan te passen: de kamer van de jonge Sirius Zwarts was gevuld met afbeeldingen van schaarsgeklede dreuzelmeisjes, motoren en rockbands. Tovenaars en heksen die kinderen van dreuzelouders of halfbloed zijn, vinden het vaak makkelijker om zich aan te passen aan de dreuzelmaatschappij en om de laatste dreuzeltrends op te volgen, daar zij opgegroeid zijn met die manier van leven. Daan Tomas, een dreuzelgeborene Zweinsteinleerling, laat dit constant zien door zijn deel van de slaapzaal vol te hangen met posters van zijn favoriete voetbalclub. In de Steen der Wijzen wordt ook vermeld dat Albus Perkamentus een fan is van de dreuzelsport bowlen.

## Geografie

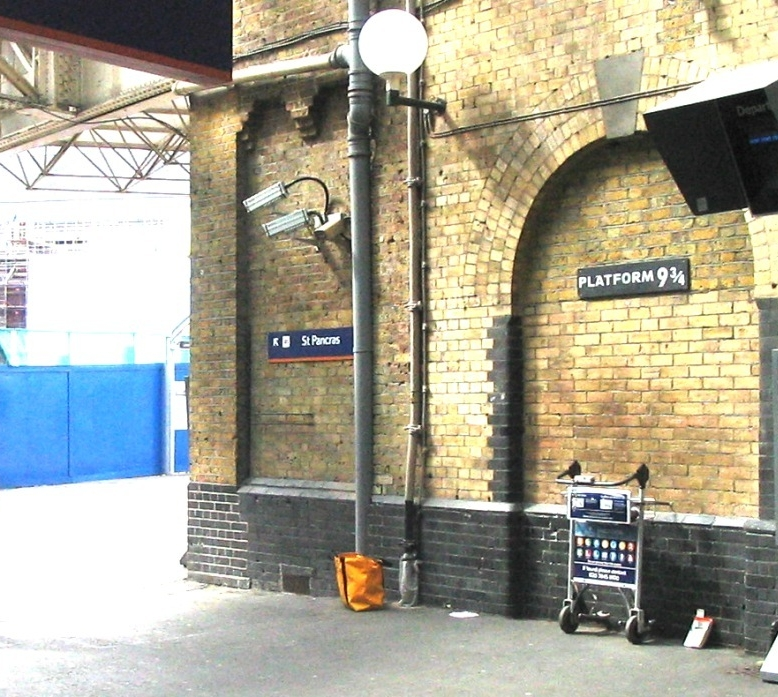
Perron 9¾ op King's Cross Station

Er is geen gescheiden "magisch land" in de Harry Potter wereld. De tovenaarswereld bestaat niet alleen naast de Dreuzelwereld, het is ook met deze wereld verweven. Er is slechts één stad in Groot-Brittannië waarvan de bevolking compleet uit tovenaars bestaat, en dat is Zweinsveld.
Het merendeel van de onderkomens van tovenaars is gelegen in niet-magische gebieden. Tovenaars leven vaak in kleine gemeenschappen van een paar families in Dreuzeldorpen als Goderics Eind in Zuidwest-Engeland (huis van de familie Perkamentus en de Potters). De (volbloed)families Wemel, Kannewasser, Leeflang en Fortuin wonen in de Dreuzelplaats Greenwitch (Engels: Ottery St Catchpole), vermoedelijk dicht bij de echte stad Ottery St Mary, in Devon. Veel tovenaarshuizen worden gesitueerd aan de rand van steden, meestal wat afgescheiden van Dreuzels.
De Wegisweg, de tovenaarsstraat in het centrum van Londen, ligt ook in dreuzelgebied, net naast Charing Cross Road. De trein naar Zweinstein (de Zweinsteinexpres) vertrekt vanaf het echt bestaande King's Cross Station. Echter, perron 9¾, waarvandaan de trein vertrekt, is in de Dreuzelwereld niet zichtbaar. Deze locaties worden verborgen door een combinatie van Dreuzelafstotende Spreuken, illusies, andere magische beschermingen en zijn afhankelijk van het gedrag van Dreuzels die alles negeren wat ze niet kunnen verklaren of begrijpen. Veel magische locaties, zoals het eiland Horrel aan de kust van Schotland, en de tovenaarsgevangenis Azkaban zijn "Onleesbaar" gemaakt (een betovering waardoor een locatie niet op een gewone kaart is te vinden: gebieden die Onleesbaar zijn gemaakt, kunnen niet in kaart worden gebracht).
Hoewel tovenaarsfamilies grotendeels onder Dreuzels wonen, zijn maar weinig tovenaars bekend met de Dreuzelcultuur. Tovenaars begrijpen bijvoorbeeld weinig van kledinggewoontes van Dreuzels. Wanneer het voor tovenaars noodzakelijk is om zich als Dreuzel te kleden levert dit vaak komische taferelen op. Velen zijn trots op hun onkunde.
Hoewel de serie speelt in Groot-Brittannië, heeft de tovenaarswereld locaties over de hele wereld.

## Inwoners
De termen "tovenaar" en "heks" zoals die gebruikt worden in de tovenaarsgemeenschap zijn min of meer gelijk aan de termen "jongen/man" en "meisje/vrouw" zoals die gebruikt worden in de dreuzelwereld. Andere termen zoals "magiër" en "heksenmeester" zijn zeldzaam in de toverwereld, wanneer ze worden gebruikt is dit meestal in de titels en dergelijke.
Er is geen complete en duidelijke kennis over de bevolkingsaantallen van de tovenaarswereld. We weten dat in het jaar dat Harry Potter naar Zweinstein ging, er 39 leerlingen waren die in hetzelfde jaar als hij startten, aangezien Rowling daar een lijst over heeft gemaakt. Dit lijkt te duiden op lage geboortecijfers waar het tovenaars en heksen betreft, een klein aantal tovenaars en heksen in Groot-Brittannië en Ierland of een combinatie van beide.
J.K. Rowling heeft aangegeven dat zij zich voorstelt dat de tovenaarsgemeenschap in Groot-Brittannië ongeveer 3000 leden heeft. Deze schatting, hoewel door de ogen van dreuzels misschien bijzonder klein, is logisch: een groter aantal tovenaars en heksen zou veel moeilijker te verbergen zijn voor de dreuzels. Rowling heeft eerst aangegeven dat er 1000 leerlingen op Zweinstein waren, later heeft ze gesteld dat het er 600 zijn. Geen van deze getallen is aannemelijk voor een tovenaarsgemeenschap van 3000 leden, want dit zou betekenen dat 1/5 van alle tovenaars en heksen in Groot-Brittannië de leeftijd van 11 tot 18 hebben, of het zou moeten betekenen dat er -net als in de Dreuzelwereld- een bevolkingsexplosie heeft plaatsgevonden.

## (Fabel)dieren en planten
De magische wereld huisvest een aantal magische wezens en planten, waarvan velen lijken op die uit mythes en volksverhalen. Reuzen, draken, eenhoorns en kabouters hebben allemaal een rol in de boekenserie, en planten waarvan sinds mensenheugenis wordt gedacht dat ze magische eigenschappen bezitten, zoals mandragora en monnikskap, maken ook hun opwachting. Binnen de serie wordt duidelijk gemaakt dat deze wezens en hun magische krachten in feite echt bestaan, maar dat ze eeuwenlang voor de dreuzelwereld verborgen zijn gehouden door de tovenaars, zodat dreuzels ze alleen nog maar kennen als fabels en verhalen. Binnen de muren van Zweinstein zijn drie soorten huisdieren toegestaan: katten, uilen en padden, hoewel Ron tot het derde boek een rat als huisdier heeft. Harry Potter heeft een uil genaamd Hedwig, die hij van Hagrid heeft ontvangen als verjaardagscadeau, vlak voor zijn eerste schooljaar. Harry heeft haar tot het laatste jaar, waar zij sterft in een gevecht. Hermelien heeft een kat, Knikkebeen genaamd, vanaf het begin van het derde schooljaar.

## Geschiedenis
Lezers hebben uit de boeken weinig geleerd over de geschiedenis van de magische wereld. Geschiedenis van de Toverkunst, een vak op Zweinstein, wordt door de meeste leerlingen als een oersaai vak beschouwd, dat de meeste leerlingen dagdromend doorbrengen. Aangezien de lezer voor zijn informatie grotendeels moet afgaan op Harry (die totaal geen interesse in geschiedenis heeft), krijgt hij bijzonder weinig informatie binnen over dit onderwerp. De bronnen van tovenaars lijken ook verwarrend verschillend in hun nauwkeurigheid: Olivander's, een lokale toverstokwinkel, geeft een exacte datum, namelijk 382 v.Chr., voor zijn ontstaan, terwijl het ontstaan van Zweinstein (een belangrijke gebeurtenis in de Britse tovergeschiedenis) geschat wordt op ca. duizend jaar geleden. De verscheidene zwerkbalteams in Groot-Brittannië hebben hun oorsprong in de 14e eeuw en eerder. Brandstof, een van de belangrijkste manieren om tovenaars en heksen te vervoeren, werd uitgevonden in de 13e eeuw. Er zijn vele hints in de boeken aanwezig die erop duiden dat de geschiedenis van tovenaars en dreuzels voor een deel gelijk loopt. Zo heeft Albus Perkamentus de duistere tovenaar Gellert Grindelwald verslagen in 1945, het jaar van de geallieerde overwinning tijdens de Tweede Wereldoorlog. Ook staat in het zevende boek te lezen dat Grindelwald nooit Groot-Brittannië overheerste, hetzelfde geldt voor Adolf Hitler, die Engeland nooit onder zijn macht kreeg. Bepaalde delen van de geschiedenis van de magische wereld zijn verdraaid en bepaalde gebeurtenissen worden genegeerd omdat ze de tovenaars in een verkeerd daglicht zetten.
De algemene geschiedenis van de magische wereld kan uit de boeken worden gehaald: tot de middeleeuwen leven tovenaars en dreuzels gezamenlijk, hoewel aan beide kanten strubbelingen zijn waar te nemen. Zweinstein, dat ergens in de tiende of elfde eeuw wordt gebouwd, dankt zijn isolatie aan de angst van de oprichters voor de invloed van dreuzels. Tijdens de middeleeuwen kwam het tot steeds meer heksenverbrandingen en in 1692 tekenden tovenaars van over de gehele wereld het Internationale Statuut van Geheimhouding, dat de werelden van tovenaars en dreuzels voorgoed scheidde. Hetzelfde geldt ook voor magische wezens als draken en eenhoorns. 1692 was ook het jaar van de Heksenprocessen van Salem.

## Betrekkingen

### Relatie met de dreuzelwereld
Dreuzels zijn voor het overgrote deel onwetend over het bestaan van de toverwereld, een situatie waaraan door tovenaars verreweg de voorkeur wordt gegeven. De meeste magische zaken worden actief verborgen gehouden voor Dreuzels, andere dingen (zoals sommige magische wezens zoals Dementors en geesten) kunnen eenvoudigweg niet door Dreuzels waargenomen worden. Er wordt in de boeken gesuggereerd dat Dreuzels over het algemeen de neiging hebben om datgene wat ze niet kunnen verklaren als "niet bestaand" te beschouwen.
Voor de meeste heksen en tovenaars is de Dreuzelwereld ook onbekend. Ook al weet men wel af van het bestaan ervan, toch blijft het reilen en zeilen van de Dreuzelwereld een ver-van-het-bedshow. Pogingen van heksen en tovenaars om zich als Dreuzels te kleden wanneer ze zich in de Dreuzelwereld gaan begeven zijn vaak ronduit grappig te noemen. Ook standaard Dreuzelwoorden als "telefoon" en "politie-agent" worden door heksen en tovenaars (die woorden zijn hen immers volledig onbekend) verdraaid tot "feletoon" en "plisiegent".
Dreuzelkunde is een schoolvak op Zweinstein. Hoewel het schoolvak voor sommige beroepen een verplicht examenvak is, wordt het door de leerlingen vaak een "pretpakket" genoemd.
De enige formele relatie tussen de toverwereld en de Dreuzelwereld die wordt beschreven is die tussen de Minister van Toverkunst en de Dreuzelpremier van Groot-Brittannië. In het zesde boek wordt beschreven dat de Minister van Toverkunst zichzelf aan iedere nieuwe Dreuzelpremier voorstelt en hem (kort) op de hoogte brengt van het bestaan van de toverwereld. In het kantoor van de Dreuzelpremier hangt een betoverd schilderij dat bezoekjes van de Minister van Toverkunst aan de Dreuzelpremier aankondigt, en er bevindt zich ook een open haard die is aangesloten op het Haardrooster. Cornelis Droebel informeert de Dreuzelpremier (die, gezien de chronologie van het verhaal, John Major zou kunnen zijn, maar de naam wordt niet genoemd) over de ontsnapping van Sirius Zwarts uit Azkaban, en vraagt hem om assistentie uit de Dreuzelwereld om Zwarts op te kunnen pakken. Droebel vertelde de Dreuzelpremier ook dat diverse problemen die ook in de Dreuzelwereld merkbaar waren (zoals het instorten van een brug en een aantal onverklaarde moorden) hun oorzaak hadden in de Tweede Tovenaarsoorlog, en dat de nieuwe secretaris van de premier, Romeo Wolkenveldt, een tovenaar en Schouwer was.
Het kan worden aangenomen dat ook internationaal de Ministers van Toverkunst van diverse landen met elkaar communiceren. In de boeken wordt beschreven dat een medewerker van Droebel ooit een toverspreuk uitsprak over een premier van een ander land zodat Droebel een ongestoord gesprek kon voeren met een andere minister.
De exacte mate waarin de geheimhouding en isolatie van de toverwereld is gewaarborgd varieert. Er wordt in de boeken veel gerefereerd aan gevallen waarin het Ministerie van Toverkunst moet ingrijpen om geheugenmodificaties uit te voeren op Dreuzels die te veel gezien hebben. Sommige Dreuzels blijken echter wel van de toverwereld op de hoogte. De ouders van Hermelien Griffel bijvoorbeeld hebben zelfs een bezoek gebracht aan de Wegisweg. Ze zijn volledig op de hoogte van de toverwereld maar laten het gebruik van toverkunst in hun privéleven niet toe: zo verbieden ze Hermelien haar iets te lange tanden magisch te laten inkorten.
De Duffelingen zijn ook op de hoogte van het bestaan van de toverwereld. Petunia Duffeling heeft verteld dat zij ervan af weet vanaf het moment dat haar zuster Lily haar Zweinsteinbrief kreeg. Datzelfde geldt natuurlijk voor alle leerlingen van Zweinstein waarvan beide ouders Dreuzel zijn. Petunia heeft die kennis blijkbaar met haar man gedeeld, aangezien die al blijk geeft van een aversie tegen de toverwereld voordat ze Harry Potter leren kennen. Buiten het feit dat er "Dreuzeltelgen" zijn waarvan de familie op de hoogte is van het bestaan van de toverwereld, zijn er ook gemengde huwelijken tussen tovenaars of heksen en Dreuzels. Simon Filister vertelt aan Harry dat zijn moeder (een heks) zijn vader pas vertelde dat ze een heks was toen ze al getrouwd waren.
Ook is er een (niet nader uitgelegde) financiële relatie tussen de Dreuzel- en de toverwereld, aangezien het mogelijk is om Dreuzelgeld te wisselen voor tovergeld. In het boek wordt niet verteld of het terug omwisselen (naar Dreuzelgeld) mogelijk is, wel wordt beschreven dat Harry denkt dat dat niet mogelijk is. Dat het wel mogelijk is blijkt uit het volgende. Arthur Wemel moet bij het WK-zwerkbal de camping met Dreuzelgeld betalen en heeft daarvoor tovenaarsgeld moeten omruilen voor Dreuzelgeld.

### Interne betrekkingen
Aangezien de belangrijkste eigenschap van een heks of tovenaar niet afhankelijk is van seks, is de gelijkwaardigheid van de seksen binnen de tovergemeenschap groot te noemen. Enige strijd tussen de seksen is niet aanwezig. Ook rassenstrijd is op geen enkel moment aan de orde, er komen heksen en tovenaars van diverse etnische achtergronden voor en de (zwarte) tovenaar Romeo Wolkenveldt wordt in het laatste boek zonder enig commentaar van wie ook benoemd tot Minister van Toverkunst. 
Op andere vlakken echter lijken vooroordelen en discriminatie niet alleen voor te komen, maar nemen zelfs Apartheid-achtige vormen aan. Het meest duidelijke voorbeeld van zo'n vooroordeel is de haat die sommige tovenaars, en dan vooral de volgers van Voldemort, koesteren jegens heksen en tovenaars van Dreuzelafkomst (Dreuzeltelgen) of met één Dreuzelouder ("halfbloed"tovenaars). Deze haat heeft zelfs geleid tot een eugenetische filosofie onder enkele oude tovenaarsfamilies, en leidde tot het verplicht stellen van "volbloed"huwelijken, met inteelt en mentale instabiliteit tot gevolg (de familie Mergel is hier een levend voorbeeld van).
De dictatuur van Voldemort is eerder te verbinden met de nazi-ideologie, een fascistische denkrichting met een voorkeur voor raszuiverheid. In dit geval niet de etnische afkomst, maar de zuiverheid in afkomst gerelateerd aan tovenaarschap die voortkomt uit geboorte. De gewelddadigheid van Voldemort en zijn aanhangers is veel universeler. In de recente geschiedenis zijn daar meer dan genoeg voorbeelden van te vinden.
Nog een redelijk duidelijk aanwezig vooroordeel, dat de huidige houding van veel mensen jegens oorspronkelijke bewoners van andere landen lijkt te reflecteren, is de houding van heksen en tovenaars tegenover andere wezens met menselijke intelligentie. Voldemort en zijn volgelingen buiten dit vooroordeel uit door niet-menselijke magische wezens zoals weerwolven en reuzen aan hun zijde te krijgen.
Weerwolven, die voor het grootste deel van de maand als normale mensen kunnen functioneren (maar gedurende een deel van de maand veranderen in een moorddadig monster) worden door de tovergemeenschap dusdanig gehaat en verguisd dat het voor hen het einde van een carrière betekent wanneer ze bekendmaken een weerwolf te zijn. De status van de weerwolf is nog verslechterd door het wangedrag van de weerwolf Fenrir Vaalhaar, die zelfs in zijn menselijke gedaante kinderen aanvalt en bijt.
Centaurs, wezens met menselijke intelligentie of nog slimmer, worden door heksen en tovenaars gevreesd vanwege hun trotse natuur en hun liefde voor tradities die op hun natuurlijke omgeving zijn gestoeld. Hun half-menselijke voorkomen heeft ertoe geleid dat sommige leden van de tovenaarsgemeenschap de centaurs "halfmens" noemt. Dit in combinatie met het feit dat de tovergemeenschap eeuwenlang heeft getracht de centaurgemeenschap onder zijn bestuur te krijgen heeft ertoe geleid dat de centaurs een hekel aan de mens hebben gekregen. Centaurs die mensen te hulp schieten of mensen op een andere manier dienen worden door hun kudde verstoten of soms zelfs gedood. De kudde die in het Verboden Bos van Zweinstein leeft, komt regelmatig in contact met mensen, en heeft een knipperlichtrelatie met de terreinknecht (en halfreus) Hagrid.
Reuzen, normaal gesproken uitermate solitair levende wezens vanwege hun territoriale agressie, zijn bijna uitgestorven. Doordat de tovenaarsgemeenschap heeft geweigerd hen toe te laten tot bewoonde gebieden, zijn ze gedwongen om in groepen op onherbergzame plaatsen te leven. De normaal zo solitaire wezens moorden hierdoor elkaar uit.
Huis-elfen zijn kleine wezens die in huizen van gegoede tovenaarsfamilies wonen (ook Zweinstein heeft een groep huis-elfen). Ze oefenen zeer gedwee en met veel plezier hun taken uit om hun "meesters" te helpen en voor hen het huishouden te doen, en hebben dus een bijna slaafs karakter. Door het feit dat huis-elfen plezier lijken te hebben in hun werk hebben veel heksen en tovenaars hun bestaan en hun slaafse hulp als vanzelfsprekend genomen. Een huis-elf kan zonder aankondiging door een familie worden ontslagen door hem of haar een kledingstuk te geven. 

Huis-elfen bezitten een krachtig soort magie, geheel eigen aan hun ras. Ze kunnen Verdwijnselen en Verschijnselen op plaatsen waar heksen en tovenaars dat niet kunnen en gebruiken geen toverstok.
Kobolden leven, zij het niet geheel vrijwillig, samen met de tovenaarsgemeenschap. Ze zijn hoogstintelligent maar worden desondanks gediscrimineerd door zeer veel heksen en tovenaars. Deze animositeit is wederzijds, wat duidelijk wordt in Harry Potter en de Relieken van de Dood. Kobolden vertrouwen een tovenaar niet op zijn woord. Het is hen door de tovenaarsgemeenschap niet toegestaan een toverstok te dragen.
Leeftijdsdiscriminatie lijkt in de toverwereld vaak voor te komen, vooral gericht tegen jongeren. Er wordt door ouderen vaak niet of nauwelijks naar jongeren geluisterd, en de leraren op Zweinstein behandelen de kinderen soms slechter dan in de "echte" wereld ooit toegestaan zou worden. Zo wordt er gescholden en gediscrimineerd naar bloedzuiverheid (bijvoorbeeld door Severus Sneep) en gedreigd met lijfstraffen (door Dorothea Omber en Argus Vilder). 

Ouderen lijken juist niet te worden gediscrimineerd: heksen en tovenaars bereiken vaak een extreem hoge leeftijd (Perkamentus werd bijvoorbeeld maar liefst 118 jaar) en worden op hoge leeftijd juist gerespecteerd vanwege hun wijsheid.

### Internationale betrekkingen
De magische overheden over de hele wereld zijn verenigd in het Internationaal Overlegorgaan van Heksenmeesters. Deze organisatie speelt een belangrijke rol in het handhaven van de geheimhouding van de tovenaarswereld. Het orgaan lijkt op een magische vorm van de Verenigde Naties.

## Educatie

### Voor Tovenaarsopleiding
Er is geen officiële vooropleiding voor tovenaars. Tovenaarsouders geven hun kinderen daarom thuisonderwijs in fundamentele niet-magische onderwerpen zoals letter- en rekenkunde. Dreuzeltelgen volgen echter wel het gewone dreuzel-basisonderwijs alvorens ze aan hun tovenaarsopleiding beginnen, dit kan gezien worden als een cognitief voordeel.
Er bestaan geen verplichte onderwijswetten in de Britse tovenaarswereld. Ouders mogen hun kinderen naar een tovenaarsschool sturen maar ze mogen het thuisonderwijs ook voortzetten.

### Tovenaarsopleiding
Bekende tovenaarsscholen
- Zweinsteins Hogeschool voor Hekserij en Hocus-Pocus
- Beauxbatons Academie voor Toverkunst
- Klammfels
- Ilvermorny, een school in de Verenigde Staten
- Mahoutokoro, een school in Japan
- Castelobruxo, een school in Brazilië waar Bill Wemel een correspondentievriend had
- Uagadou, een school in Afrika
- Heksenkring Van Salem, Verenigde Staten

#### Toverexamenraad
De Toverexamenraad is de organisatie die verantwoordelijk is voor het examineren van studenten in hun vijfde (S.L.IJ.M.B.A.L.) en zevende (P.U.I.S.T.) jaar.
De voorzitter van de Toverexamenraad, Griselda Koudstaal, is een stokoude heks. Ze heeft nog de P.U.I.S.T.-examens van Albus Perkamentus afgenomen, die ten tijde van de S.L.IJ.M.B.A.L.-examens van Harry Potter al honderdachttien jaar oud was.

### Na Tovenaarsopleiding
Na voltooiing van een tovenaarsopleiding is er geen standaard tertiair onderwijs. Er zijn dan ook geen tovenaarsuniversiteiten. Van succesvolle studenten wordt verwacht dat ze goed functioneren als volwassenen. Alleen voor specifieke beroepen, zoals Schouwer en Heler (de tovenaarsarts), is een aanvullende opleiding vereist die wordt gegeven via jarenlange trainingsprogramma’s.
Jonge tovenaars reizen na hun schooljaren soms de wereld over om buitenlandse heksen en tovenaars te observeren om hun kennis en vaardigheden te vergroten.

## Economie

### Geldstelsel
In de boeken van Harry Potter is er een muntsysteem in het Verenigd Koninkrijk. Het muntsysteem kent slechts munten, geen papiergeld. Het is gebaseerd op drie soorten munten, in volgorde van afnemende waarde: de gouden galjoen, de zilveren sikkel en de bronzen knoet. Tovenaarsbanken wisselen tovenaarsgeld om voor dreuzelgeld. Zo moet Arthur Wemel tovenaarsgeld omwisselen voor dreuzelgeld om betalingen te kunnen doen bij de camping tijdens het WK Zwerkbal. Ook kan bij de bank dreuzelgeld worden gewisseld voor tovenaarsgoud. De ouders van Hermelien Griffel moeten hun dreuzelgeld wisselen om schoolspullen voor hun dochter te kunnen kopen. De enige bank die bekend is in de boeken is Goudgrijp, die gevestigd is aan de Wegisweg in Londen en waarin zich honderden kluizen bevinden. In deze kluizen kan iedereen bewaren wat hij wil (zoals een veiligheidskluis in een bank in de dreuzelwereld). Hagrid geeft bij Harry's eerste bezoek aan Goudgrijp aan dat dit de enige tovenaarsbank is, waar men over kan spreken als 'de bank'.

### Inkomen
In de tovenaarswereld bestaat een economisch systeem dat lijkt op die van de dreuzelwereld. Goud en ander bezit is (evenmin als voedsel) niet uit het niets tevoorschijn te toveren en tovenaars en heksen moeten gewoon werken voor hun geld (als ze het niet al hebben, zoals de familie Malfidus).
Een aantal sectoren waar gewerkt kan worden: detailhandel (onder andere kleding, schoolspullen, snoep, toverstokken), horeca (onder andere de Zwijnskop, de Lekke Ketel), media (tijdschriften, kranten) overheid (Ministerie van Toverkunst) en onderwijs (Zweinstein). Van de ambachten is niet zo veel bekend, zoals hoe de ketels, meubels en huizen worden gemaakt en gebouwd. Wel is bekend dat Olivander zelf zijn toverstokken maakt. Ook transport en distributie is onduidelijk; er wordt in elk geval niet gesproken over voertuigen behalve de Zweinstein Express, de Collectebus en de magisch vergrotende auto's van het ministerie. Dus beroepen als machinist en buschauffeur zijn mogelijk.
 Tevens is er sprake van beloning naar functiezwaarte. Arthur Wemel heeft een lage functie als ambtenaar en verdient nauwelijks genoeg om zijn grote gezin te onderhouden. Later in het verhaal maakt hij promotie.
Een inkomensvangnet vanuit de overheid lijkt afwezig. Zo kan Remus Lupos slecht aan een betrekking komen omdat hij een weerwolf is. Uit de omschrijving in het verhaal omtrent zijn verschijning wordt duidelijk dat hij armoedige kleding en dergelijke bezit.

### Eigendom
Duidelijk is dat huizen e.d. eigendom kunnen zijn van een tovenaar of heks en door middel van een erfenis bij iemand anders terecht kunnen komen. De familie Malfidus bezit een villa en Sirius Zwarts is eigenaar van het familiebezit aan het Grimboudplein 12. Later erft Harry dit van hem.
Een bijzondere vorm van bezit is een huis-elf. Ze zijn eigendom van een familie die rijk moet zijn, hoewel niet duidelijk wordt wanneer dit zo is. De huis-elfen krijgen zelf in elk geval niet betaald voor hun diensten. Het gaat er dus niet om dat iemand zich een huis-elf moet kunnen permitteren. Zo heeft de topambtenaar van het Ministerie van Toverkunst Bartholomeus Krenck een huis-elf, Winky, terwijl niet duidelijk wordt wat de financiële positie van Krenck is. Een bijzonder geval is Dobby de huis-elf die in het tweede deel van Harry Potter wordt bevrijd door Harry en de eerste "vrije elf" wordt.

### Belasting
Hoewel niet genoemd in de verhalen zal er redelijkerwijs sprake zijn van belastingbetaling en -inning. Zo zijn er de ambtenaren op het Ministerie van Toverkunst die betaald moeten worden. 
Er bestaat een lijn tussen Zweinstein en het Ministerie, die het duidelijkst wordt in "De Orde van de Feniks". Het ministerie kon vanaf die tijd bepalen wat er op de school gebeurde maar moest daartoe wel de wetgeving aanpassen. Het ligt dan ook voor de hand dat de docenten ook worden betaald door het Ministerie. In ieder geval eist professor Slakhoorn opslag wanneer hij is overgehaald om weer les te gaan geven. De leerlingen moeten wel betalen voor hun schoolspullen, maar er wordt nergens gesproken over schoolgeld. 
Er wordt een aantal keren gerefereerd aan donaties die Lucius Malfidus doet aan het Ministerie om zijn wil te kunnen doordrijven. Onduidelijk is of het Ministerie het uitsluitend moet hebben van donaties.

## Geneeskunde
De tovergeneeskunde loopt ver voor op de Dreuzelgeneeskunde. Dreuzelgeneeskunde richt zich voornamelijk op het stimuleren van het menselijk lichaam om ziekten of blessures te genezen met behulp van medicatie, terwijl men met magie eenvoudigweg een lichaam kan opdragen "gezond te worden". Het helen zoals magische geneeskunde wordt genoemd is niet zo eenvoudig als uitspreken van wat toverspreuken, maar is in staat om kleine verwondingen in een verwaarloosbaar korte tijd te genezen en andere complexere lichamelijke problemen (tot en met het terug laten groeien van beenderen of lichaamsdelen) in een iets langere tijd. 

Conventionele ziektes, met uitzondering van grootschalige neurologische problemen, blijken tamelijk eenvoudig te kunnen worden genezen. In een toverwereld zijn er natuurlijk echter ook "onconventionele" ziektegevallen. Als voorbeeld wordt in Harry Potter en de Gevangene van Azkaban chocolade voorgeschreven als medicijn aan heksen en tovenaars die in contact zijn geweest met Dementors. 

Ondanks hun geavanceerde medische "technologie" zijn ook heksen en tovenaars niet in staat gebleken bijziendheid te genezen: zowel James Potter, Harry Potter als Percy Wemel dragen een bril.
Tovenaars hebben al jarenlang een geneesmiddel tegen verkoudheid: de "Peper-peppil". Wanneer een heks of tovenaar zo'n pil neemt, komt er stoom uit zijn oren.
Vaccinaties worden in de toverwereld niet gebruikt. Drakenpokken lijken echter een vrij vaak voorkomende doodsoorzaak te zijn.
Toverdoktoren en chirurgen worden Helers genoemd. Hoewel Zweinstein een ziekenboeg heeft (die wordt gerund door de schoolverpleegster Poppy Plijster) is de belangrijkste locatie voor zieken het St. Holisto's Hospitaal voor Magische Ziektes en Zwaktes.

### Levensverwachting
Hoewel het in de boeken nergens expliciet wordt genoemd heeft Rowling aangegeven dat de potentiële levensduur van een heks of tovenaar langer is dan die van een Dreuzel. Albus Perkamentus is bijvoorbeeld bijna 118 jaar oud op het moment van zijn overlijden, en Griselda Koudstaal moet zelfs nog ouder zijn aangezien zij als examinator heeft toegezien op het examen van Perkamentus. Ook Mathilda Belladonna moet circa 130 tot 140 jaar oud geweest zijn bij het moment van haar overlijden in 1997, omdat zij geboren is halverwege de 19e eeuw.
Een ander voorbeeld is Rubeus Hagrid. Hij wordt in de boeken voorgesteld als een jong-volwassene, terwijl hij een zestiger moet zijn: hij werd van school gestuurd in zijn derde jaar, en dat was vijftig jaar geleden.
Ondanks deze gegevens heeft Rowling niet erg veel lang-levende heksen of tovenaars beschreven. De leden van de familie Zwarts lijken zelfs allemaal op jongere leeftijd te sterven dan de gemiddelde Dreuzel. Rowling heeft nooit aangegeven wat de exacte levensverwachting van heksen of tovenaars is, maar het is aan te nemen dat magie er toch een zekere verlengende invloed op heeft (wat het meest duidelijk wordt in het eerste boek door het Levenselixer van Nicolaas Flamel). Echter, uit de sterfgevallen binnen de familie Zwarts blijkt ook dat magie in sommige gevallen een verkortende uitwerking heeft op de levensverwachting.

## Sporten

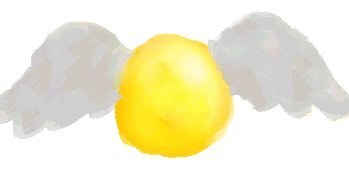
Een snaai, een van de onderdelen van Zwerkbal.

Sport heeft een belangrijke rol in de tovenaarswereld.
Sporten die beoefend worden in de tovenaarswereld zijn:
- Zwerkbal: Bezemsport. Wordt door twee teams in de lucht gespeeld.
- Toverschaak: Schaken met levende schaakstukken.
- Fluimstenen: Magisch knikkeren. De verliezer krijgt een stinkende vloeistof in zijn gezicht gespuwd van de fluimsteen.
- Knalpoker: Populair kaartspel.
- Slorkpot: Een Amerikaanse bezemsport. Het is een variant op Zwerkbal.
- Creaothceann: Een (inmiddels verboden) Schotse bezemsport; Creaothceann-spelers proberen om zo veel mogelijk keien rotsblokken in om hun hoofd gebonden ketels op te vangen.

## Communicatie
Er is een verscheidenheid aan magische communicatiemiddelen mogelijk in de tovenaarswereld.

### Uilen

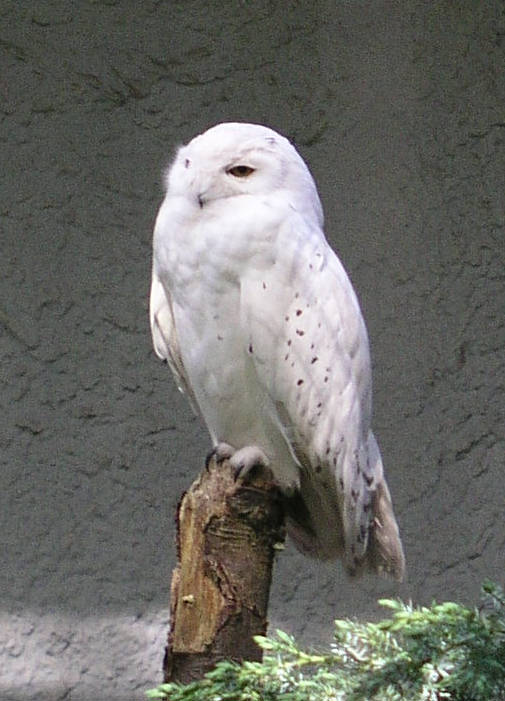
Een uil, veruit de meest populaire manier van communiceren en vergelijkbaar met postbodes. Hier betreft het een sneeuwuil, dezelfde soort uil als Harry Potter bezit. (Hedwig)

Veruit de meest populaire manier van communicatie is via uilen. Uilen worden gebruikt voor het vervoeren van pakketten, het sturen van brieven en het bezorgen van kranten en tijdschriften. In het algemeen fungeren ze als vervanging van een postbedrijf uit de Dreuzelwereld. In sommige gevallen moet er betaald worden voor het goed ontvangen van de krant. De uil verzoekt dan de ontvanger een munt in een leren zakje, dat om het pootje van de uil vast zit, te steken, maar dit is geen waterdicht systeem. Uilenpost is gereguleerd door het Ministerie van Toverkunst.
Hoe de uilen de ontvanger vinden wordt niet specifiek verklaard. Er zijn gevallen waar uilen een expliciete omschrijving van de locatie van de ontvanger hebben gekregen. In andere gevallen wordt er geen adres of iets dergelijks genoemd, maar wordt de uil simpelweg verteld wie de ontvanger is. Hoewel er van de uil wordt verwacht dat hij direct naar de ontvanger van het pakket vliegt, kan het gebeuren dat het uilenverkeer wordt gecontroleerd en zelfs kan worden onderbroken.

### Haardvuur
Open haarden worden naast het gebruik als vervoermiddel ook gebruikt om te communiceren. In plaats van helemaal in de haard te stappen, ga je op je hurken voor de haard zitten en doe je alleen je hoofd erin. Deze manier van communicatie is echter wel erg oncomfortabel. Dit communicatiemiddel lijkt het magische equivalent van de telefoon.

### Andere methodes
- Radio - Er is een tovenaarsradio. Deze wordt zowel gebruikt ter vermaak, zoals in het vijfde deel, waarin Molly Wemel naar haar favoriete programma luistert. In het laatste deel wordt de radio echter ook gebruikt door de Orde van de Feniks, om in het geheim berichten vanuit de "ondergrondse" beweging door te geven aan Voldemort's tegenstanders.
- Proteusbezwering - De proteusbezwering staat voorwerpen toe om de exacte vorm aan te nemen van een hoofdvoorwerp zodat het berichten rond kan sturen.
- Memo - Memo’s gevouwen als papieren vliegtuigen worden gebruikt voor interne communicatie in het Ministerie van Toverkunst.
- Portret - Als behekste portretten op meerdere locaties een lijst hebben, kan de geportretteerde verschijnen in al deze lijsten en zodoende boodschappen doorgeven.
- Tweewegspiegel - Magische spiegels, in paren, kunnen communiceren als één eigenaar de naam van de andere eigenaar tegen de spiegel zegt. Harry krijgt met kerst in deel 5 zo'n spiegel van Sirus zodat ze met elkaar kunnen praten.
- Patronusbezwering - Leden van de Orde van de Feniks gebruiken de Patronusbezwering om met elkaar te communiceren. De Patronus is een erg efficiënte boodschapper.

## Media

### Kranten
- De Ochtendprofeet

### Tijdschriften
- De Kibbelaar
- Heks & Haard
- De Bezemkampioen Vakblad voor de bezemliefhebber. Op de achterkant staat een antwoordkaart om een nieuwe bezem te bestellen.
- Hedendaagse Gedaanteverwisselingen Vakblad
- Astrale Verkenningen Vakblad
- Tovenaar & Toverdrank Vakblad
- Tovenaarsschaak Magazine Vakblad

### Stripboeken
- De Avonturen van Martin Mummels, de Dolle Dreuzel De naam Martin Mummels (Engels: Martin Miggs) komt van het personage Martin Riggs uit de Lethal Weapon films, gespeeld door Mel Gibson.

### Radio
- Magische Omroep Stichting (MOS)

## Eten en drinken

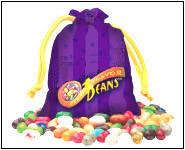
Smekkies in Alle Smaken.

Het volgende eten en drinken is uniek voor de tovenaarswereld:

### Magisch snoepgoed
In de Harry Potter-boeken worden diverse soorten magisch snoepgoed geïntroduceerd. Veel ervan hebben vreemde bijwerkingen of vreemde smaken. Zo eten kinderen graag Smekkies in Alle Smaken, kleine snoepjes die echt in alle smaken verkrijgbaar zijn, zoals voor snoepgoed "normale" smaken als pepermunt en karamel maar ook in voor snoepgoed vreemde smaken als spinazie, peper en oorsmeer. Ron Wemel vertelt in het eerste boek aan Harry dat zijn broer Fred er zeker van is dat hij er ooit één geproefd heeft die naar snot smaakte.
Andere in de boeken genoemde snoepsoorten zijn droptoverstokken, ketelkoek, chocoladekikkers (waar plaatjes bij zitten die kinderen graag sparen), kakkerlak crunchies, suikerveren enzovoorts.

### Oude Klare's Jonge Borrel
Oude Klare's Jonge Borrel is een alcoholische drank die niet gedronken mag worden door tovenaars die nog geen zeventien jaar oud zijn. Aan deze regel wordt echter niet te zwaar getild. In het zesde boek (Harry Potter heeft de leeftijd van zeventien nog niet bereikt) krijgt hij een doos met chocolaatjes gevuld met deze drank van een vrouwelijke leerlinge (ook nog geen zeventien). Ron vraagt zich af of ze er één illegaal kunnen krijgen in de Zwijnskop, maar van Hermelien mag hij dat niet. In het zevende boek krijgt hij uiteindelijk zijn borrel. De familie Wemel, Harry, Hermelien en sommige leden van de Orde van de Feniks drinken dit in het zevende boek op Alastor Dolleman.
Als alcoholhoudende dranken worden verder nog vuurwhiskey en violierwater genoemd.

### Pompoensap

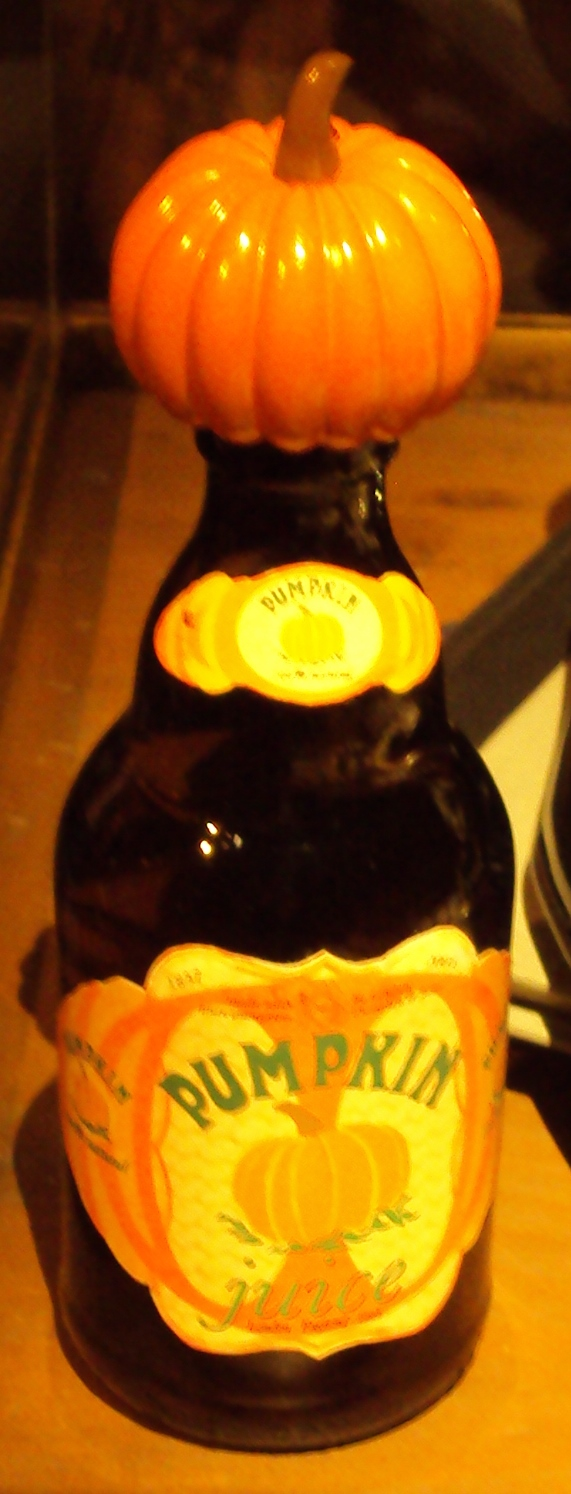
Een flesje Pompoensap

Pompoensap (Engels: Pumpkin Juice) wordt geserveerd in de eetzaal van Zweinstein en lijkt populair te zijn in de tovenaarswereld. Het wordt geserveerd tijdens het ontbijt, de lunch, het diner, en tijdens de treinreis van of naar Zweinstein in de Zweinsteinexpres.

### Maaltijden
De maaltijden die in de boeken worden genuttigd, wijken niet af van de standaard Britse keuken. Bij het ontbijt worden worstjes, toost met marmelade, cornflakes en spek geserveerd, en elk diner wordt afgesloten met een dessert ("pudding"). Met de feestdagen worden speciale maaltijden geserveerd (met het begin van het jaar, met Halloween, met kerst en met einde van een schooljaar). Er wordt dan heel veel eten klaar gemaakt, afhankelijk van de feestdag, bijvoorbeeld kalkoen, kerstpudding (waar Percy een keer een geldstuk in vond) en knalbonbons. Het eten wordt gemaakt door de huis-elfen. Onder de Grote Zaal zit een even grote keuken waar meer dan honderd huis-elfen de maaltijden bereiden.

## Religie
De kerst- en de paasvakantie zijn de enige directe verwijzingen naar religie in de serie, anders dan de verwijzing naar Sint Mungo in de originele naam van St. Holisto's Hospitaal voor Magische Ziektes en Zwaktes (Engels: St Mungo’s Hospital for Magical Maladies and Injuries). Kerstmis en Pasen worden onder tovenaars gevierd, hoewel de festiviteiten zich lijken te beperken tot de niet-religieuze kant van de vakanties, zoals de Kerstman, kerstbomen, cadeautjes geven en paaseieren (Halloween lijkt belangrijker voor tovenaars en heksen dan voor dreuzels, daar dit naast Kerstmis het enige feest is met een diner). Er wordt echter in het vierde boek vermeld dat er een harnas is dat kerstliederen zingt. In het vijfde boek zingt Sirius Zwarts een eigen versie van een kerstlied.
Het is bekend dat tovenaars en heksen hun doden begraven (in ieder geval in sommige gevallen op een begraafplaats bij een kerk) en dat Harry Potter een peetvader heeft (wat in Engeland niet ongebruikelijk is, ook onder protestanten en ongelovigen). Het bestaan van zielen wordt beschouwd als een gegeven: een uitvoerige discussie over zielen, waaronder het splitsen van zielen, vindt plaats in het zesde en vooral zevende boek. In het zevende boek gebruikt Ted Tops een dankwoord tegenover God en er bevinden zich ook kerken in Goderics Eind. Op het bord boven de winkel van Olivander bevindt zich een jaartal met de afkorting voor 'voor Christus'. Wanneer Harry Dwaaloog Dollemans oog begraaft, geeft hij de plaats aan met een kruis, hoewel niet nader wordt aangegeven of dat een X-vormig, een +-vormig of een †-vormig kruis is. Tevens wordt het bestaan van leven na de dood als een gegeven beschouwd, vooral in het laatste boek, waar het een belangrijk onderdeel van de plot is.
Christendom is echter niet het enige geloof in het boek. De Zweinsteinstudenten (en tweelingzusters) Parvati Patil en Padma Patil hebben traditionele Hindinamen. Ze behouden ook een deel van hun cultuur, zoals het dragen van lahenga's naar het gala (zoals weergegeven in de vierde film). Dit kan wel of niet verzonnen zijn, zoals het weergegeven is in de film, aangezien Rowling stelt dat de tweeling galagewaden draagt. Het wordt ook vermeld dat de twee gouden armbanden dragen aan beide polsen, een duidelijke verwijzing naar de culturele invloed. In het vierde boek wordt ook Hassan Moestafa als scheidsrechter genoemd bij het WK-Zwerkbal, zowel zijn eerste als tweede naam zijn gebruikelijke Arabische moslimnamen (het wordt ook genoemd dat hij uit Egypte komt). Dit geeft aan dat er moslims bestaan in de tovenaarswereld. Een andere man genaamd Ali Bashir (wat ook een moslimnaam is, dit impliceert dat hij uit een Arabisch land komt) wordt ook genoemd, andere personages in het boek geven aan dat hij geprobeerd heeft illegaal vliegende tapijten naar het WK te smokkelen. Van een andere student, Anton Goldstein, kan worden verwacht dat hij Joods is, naar zijn achternaam, wat een gebruikelijke Duitse achternaam is onder Asjkenazische Joden (Duitse Joden), maar zeldzaam onder niet-Joodse Duitsers. Zijn voornaam is echter niet typisch een naam voor de Asjkenazische Joden of de Joden in het algemeen.